# Момбаса
Момба́са (англ. Mombasa, суах. Kisiwa Cha Mvita «Острів війни») — місто на східноафриканському узбережжі Суахілі на півдні сучасної Кенії, головний порт і друге за величиною місто в країні, адміністративний центр Прибережної провінції.

## Географія і населення
Момбаса розташована на невеликому прибережному кораловому острові в Індійському океані. Топографія — рівнинна. З материком місто сполучене 2 дамбами (Port Reitz на півдні і Tudor Creek на півночі) і мостом.
Основу населення складають представники народів міджікенда і суахілі, ревні мусульмани. Момбаса є швидко зростаючим містом. За даними 2005 року населення Момбаси становило близько 800 тис. осіб, а 2016 року воно вже складало 1 200 000 осіб.

## Економіка і транспорт
Момбаса — найбільший кенійський і один з найбільших східноафриканських портів; значний промисловий центр.
У Момбасі наявні підприємства металообробної, цементної (завод Бамбурі / Bamburi) і текстильної промисловості, металургійний і нафтопереробний заводи, виробництво олії та обробка кави.
Момбаса — відомий морський курорт; центр міжнародного туризму.
Транспортна сфера представлена автошляхами, якими Момбаса сполучена зі столицею Найробі, кол. танзанійською столицею Дар-ес-Саламом, а також з містами Малінді та Ламу.
Основний міський вид транспорту — легке маршрутне таксі-мінібуси (Matatus). Оскільки мосту з південним узбережжям немає, функціонує пором. Морське сполучення не є внутрішнім пасажирським.
У Момбасі залізнична станція; неподалік від міста, на материку, розташований міжнародний аеропорт Мої (Moi International Airport).

## Історія
Момбаса була одним з низки торгових поселень суахілі, що виникли на рубежі першого та другого тисячоліття вздовж східноафриканського узбережжя Суахілі — від Могадішо (на території сучасного Сомалі) на півночі до Софали (на території сучасного Мозамбіку) на півдні. Арабське портове поселення на місці сучасної Момбаси вперше згадується арабським географом і картографом Мухаммадом аль-Ідрісі в 1151 році.
Тривалий час Момбаса була великим осередком невільничої торгівлі на сході Африки. У 1331 році в місті на одну ніч зупинився знаменитий мандрівник Ібн Батута. Він відмічав майстерність, з якою були побудовані дерев'яні мечеті. В 1415 році гавань Момбаси відвідав китайський флот Чжен Хе. У 1498 році, під час першої європейської подорожі до Індії, тут зупинявся Васко да Гама, але не знайшовши спільної мови з місцевим султаном так і не наважився зійти на берег. Згодом вдався до грабунків, актів піратства та змушений був покинути порт.

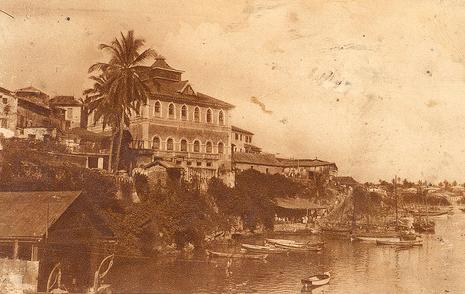
Листівка старої Момбаси, 1-а пол. XX ст.

У 1502 році португальці обстріляли Момбасу з моря. У цей час місцевому султану вдалося оголосити про незалежність від Кілви. У 1528 році на султанат знову напали португальці, а в 1593 році вони ж звели у Момбасі величну фортецю Форт Ісуса, що зберігся дотепер.
У 1638 році Момбаса була включена до складу португальських колоній у Південно-Східній Африці. Управління здійснювалось із Гоа.
З 1698 по 1746 рр. Момбаса — у складі арабських султанатів Оман і Занзібар, пізніше — у складі східно-африканських колоніальних володінь Британської імперії. У 1746—1826 роках місто було центром самостійного султанату.
9 лютого 1824 на території Момбаси була спроба утворити  британський протекторат, яким мав керувати представник імперського дому — губернатор. Але 5 липня 1826 влада оманських султанів була відновлена і з 24 червня 1837 Момбаса формально була повернута Саїдом бін Султаном під управління султанів Маскату і Оману. У 1887 році Момбаса стала столицею Східно-Африканського протекторакту та найважливішим морським портом колонії. Адміністрація султанату Маскату і Оману відмовилася від входження до британської Східної Африки, але у 1891 році султанат Маскат і Оман було приєднано до Британської імперії. В 1895 році Момбаса повністю перейшла під контроль британського уряду. У 1896 році в Момбасі було розпочато будівництво залізниці, яке згодом з'єднало шляхи поміж Кенією та Угандою. Більшість робітників були привезені з Індії. У 1907 році столиця була перенесена до Найробі. 12 грудня 1963 року Кенія стала незалежною державою — британське правління в Момбасі закінчилося.
З 1964 року Момбаса — найбільше портове місто, «морські ворота» незалежної Кенії.

## Клімат
Місто знаходиться у зоні тропічних саван. Найтепліший місяць — березень з середньою температурою 28.3 °C (83 °F). Найхолодніший місяць — липень, з середньою температурою 24.4 °С (76 °F).
| Клімат Момбаси          | Клімат Момбаси | Клімат Момбаси | Клімат Момбаси | Клімат Момбаси | Клімат Момбаси | Клімат Момбаси | Клімат Момбаси | Клімат Момбаси | Клімат Момбаси | Клімат Момбаси | Клімат Момбаси | Клімат Момбаси | Клімат Момбаси |
| Показник                | Січ.           | Лют.           | Бер.           | Квіт.          | Трав.          | Черв.          | Лип.           | Серп.          | Вер.           | Жовт.          | Лист.          | Груд.          | Рік            |
| Абсолютний максимум, °C | 37             | 37             | 37             | 37             | 37             | 38             | 35             | 36             | 38             | 35             | 37             | 37             | 38             |
| Середній максимум, °C   | 30             | 31             | 31             | 30             | 28             | 27             | 26             | 27             | 27             | 28             | 29             | 30             | 28             |
| Середня температура, °C | 27             | 27             | 28             | 27             | 26             | 25             | 24             | 24             | 25             | 26             | 27             | 27             | 26             |
| Середній мінімум, °C    | 24             | 24             | 25             | 25             | 23             | 22             | 21             | 21             | 21             | 22             | 23             | 24             | 23             |
| Абсолютний мінімум, °C  | 16             | 17             | 16             | 17             | 11             | 12             | 11             | 12             | 12             | 12             | 10             | 15             | 10             |
| Норма опадів, мм        | 20             | 10             | 60             | 180            | 270            | 100            | 80             | 60             | 60             | 90             | 90             | 60             | 1120           |
| ----------------------- | -------------- | -------------- | -------------- | -------------- | -------------- | -------------- | -------------- | -------------- | -------------- | -------------- | -------------- | -------------- | -------------- |
| Джерело: Weatherbase    |                |                |                |                |                |                |                |                |                |                |                |                |                |

## Галерея

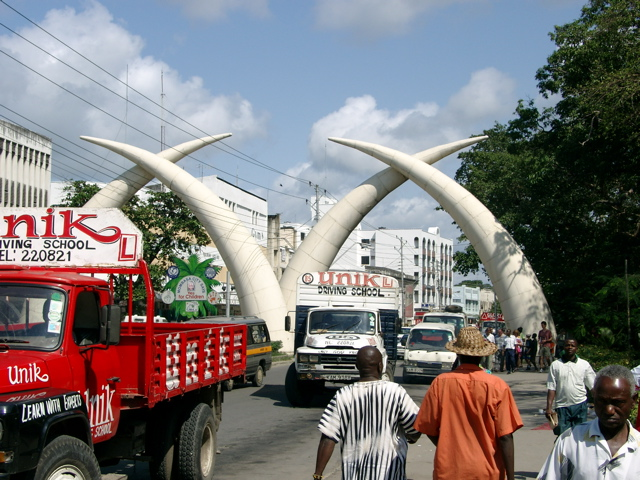
Відома прикраса Момбаси — арки у вигляді слонових бивнів
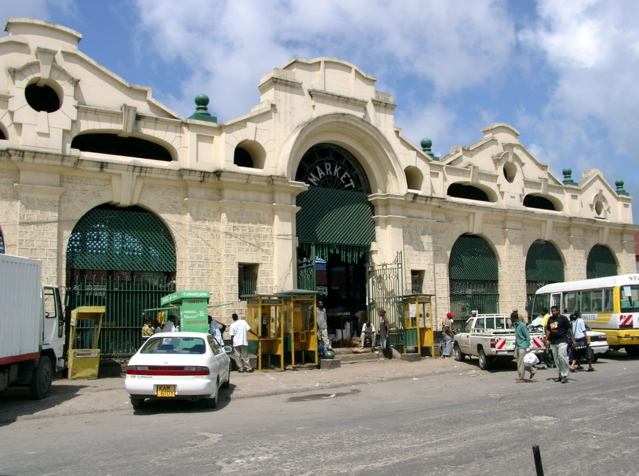
Центральний вхід у міський ринок, будівля колоніальної доби
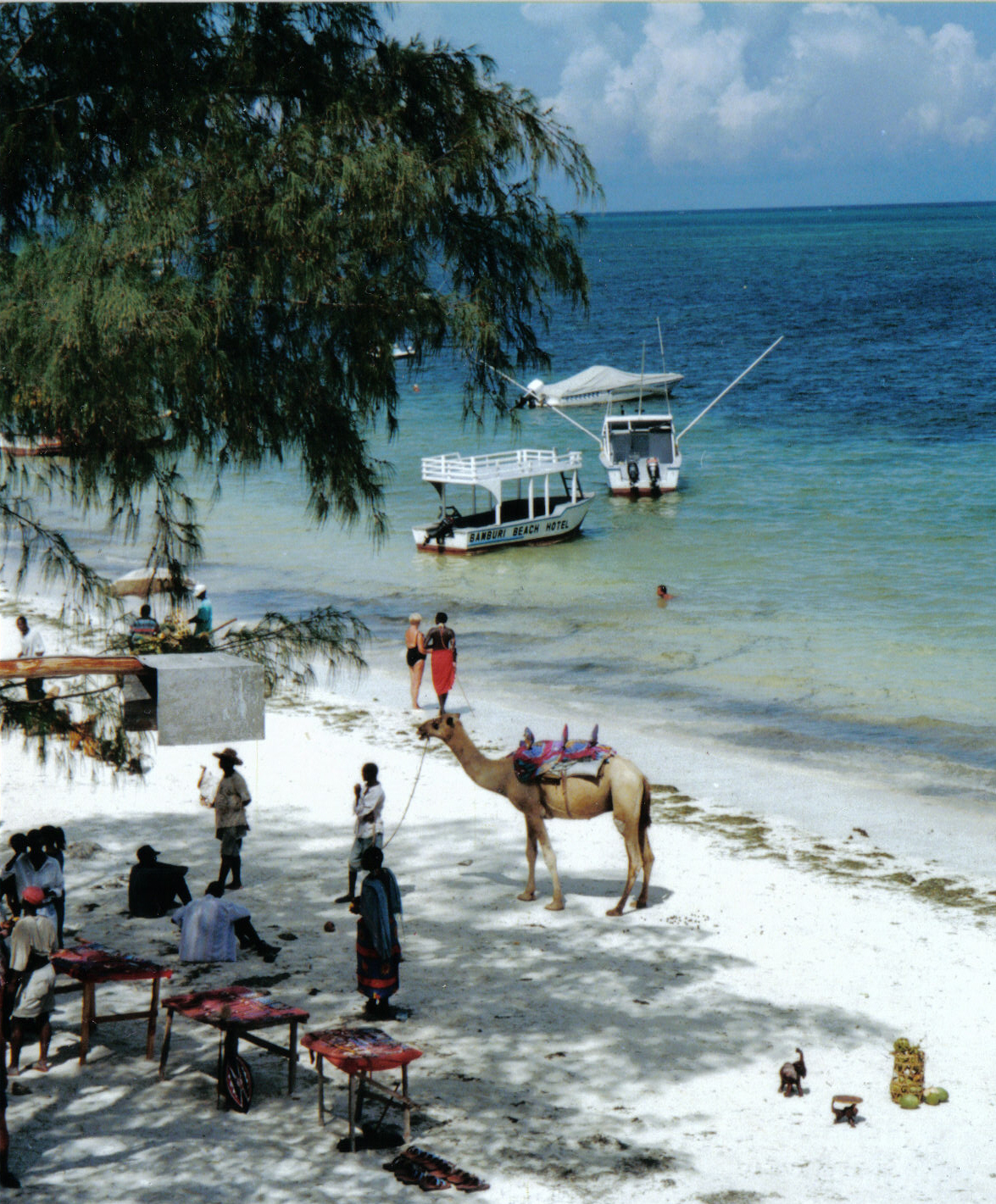
У прибережній частині міста
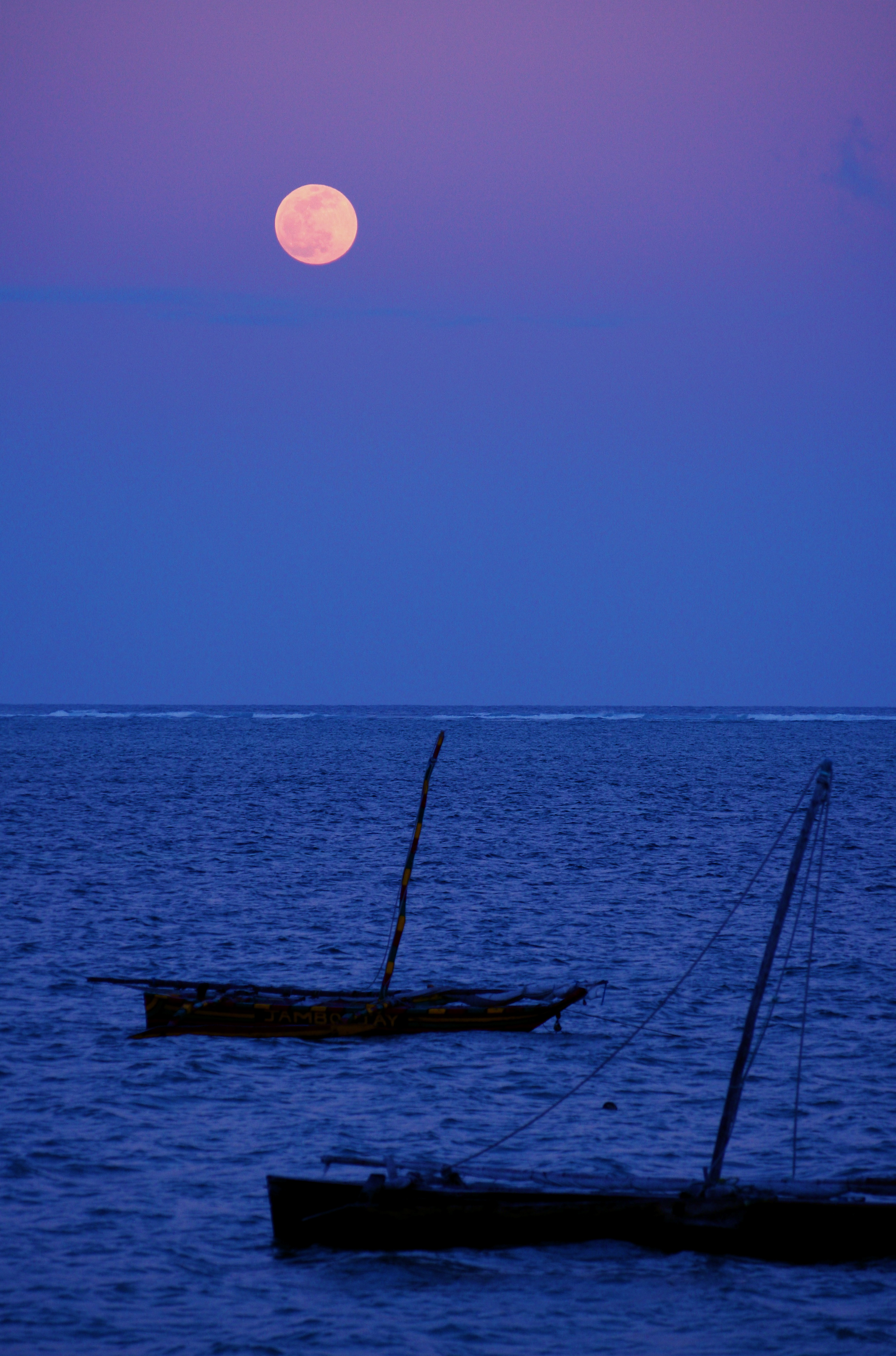
Місячна ніч над Момбасою
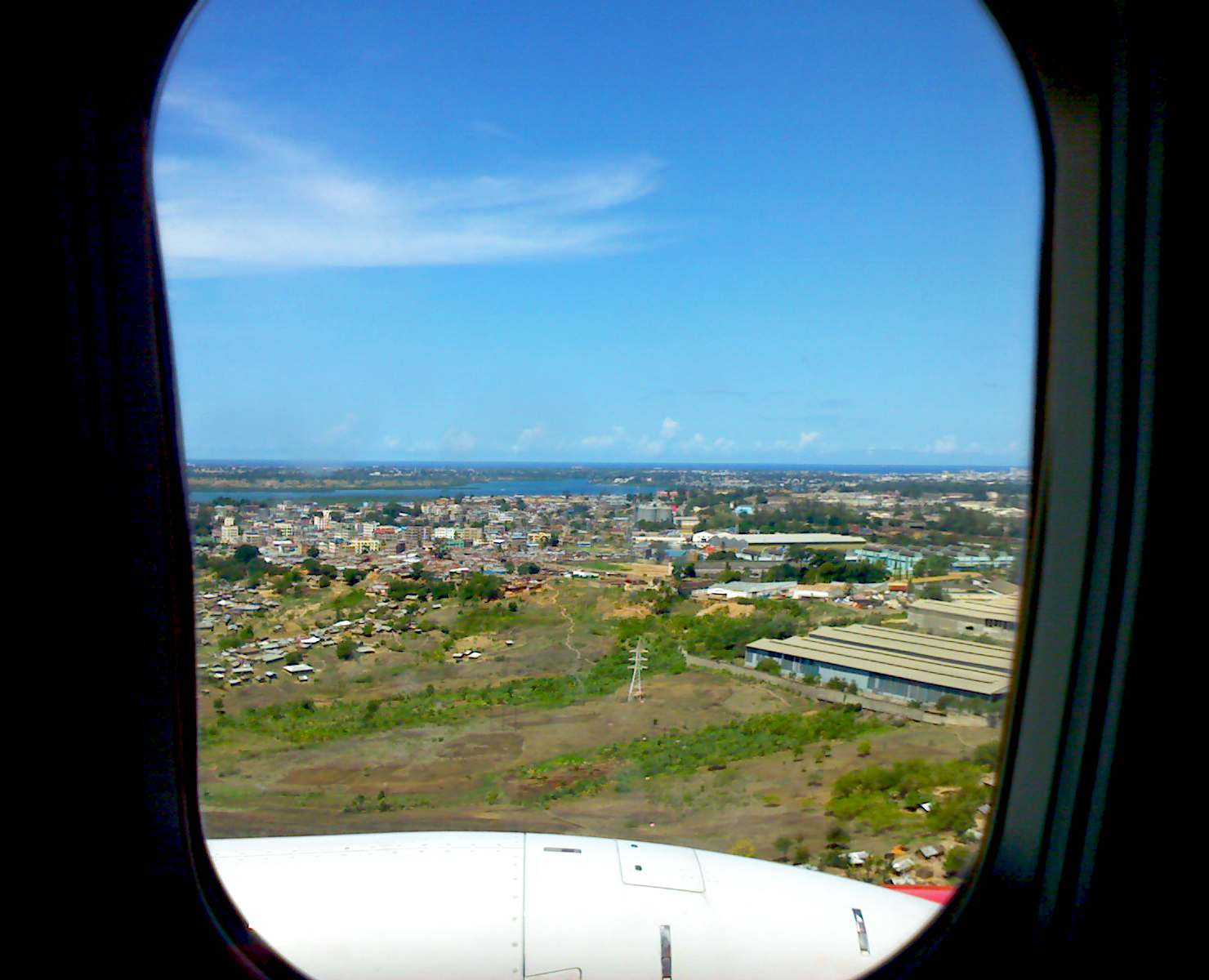
Момбаса через ілюмінатор літака
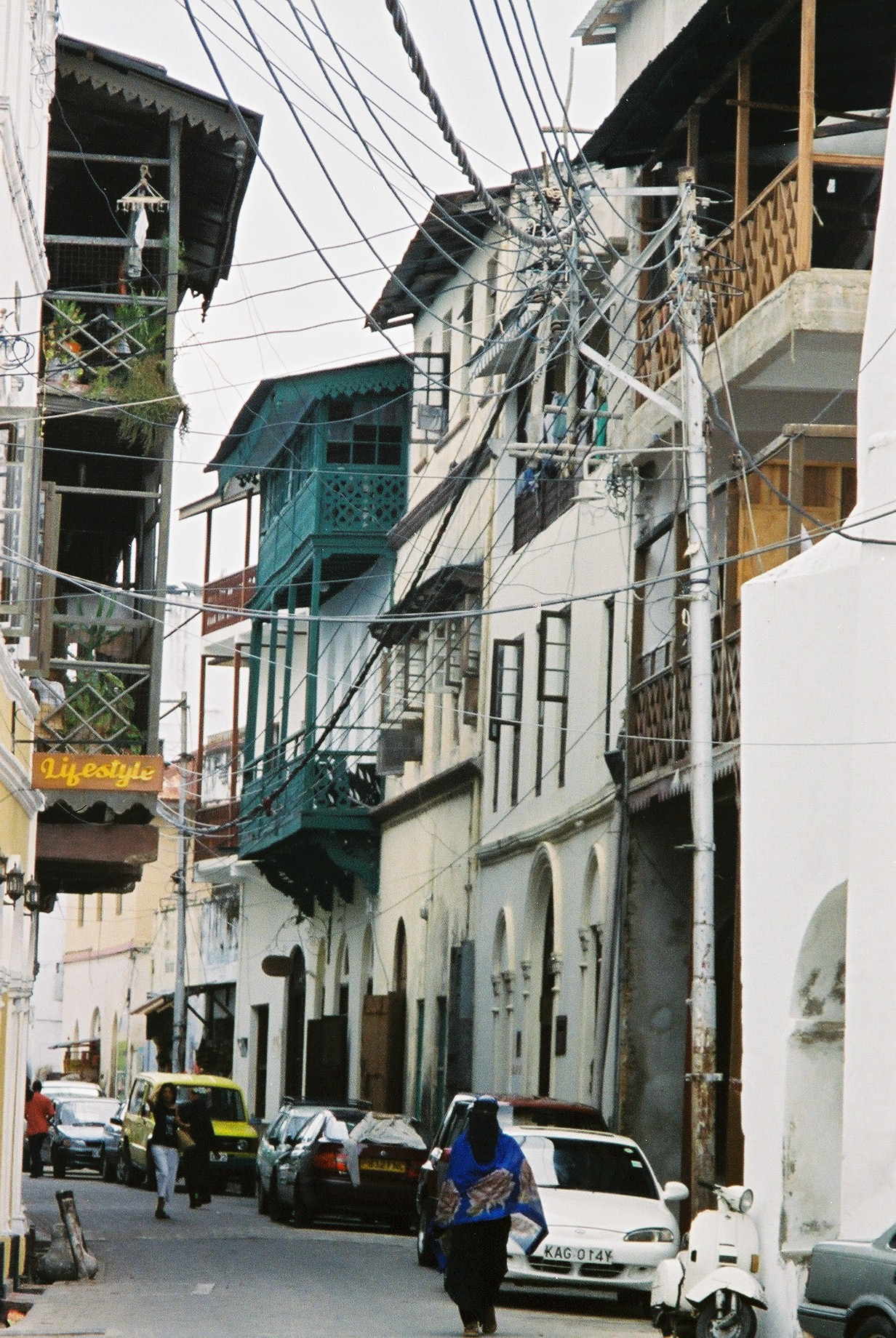
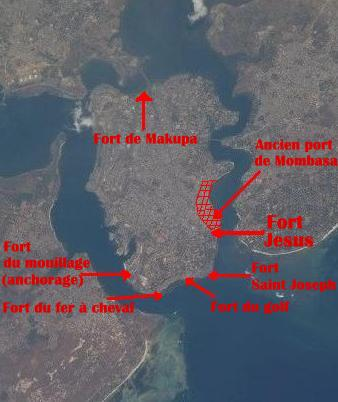
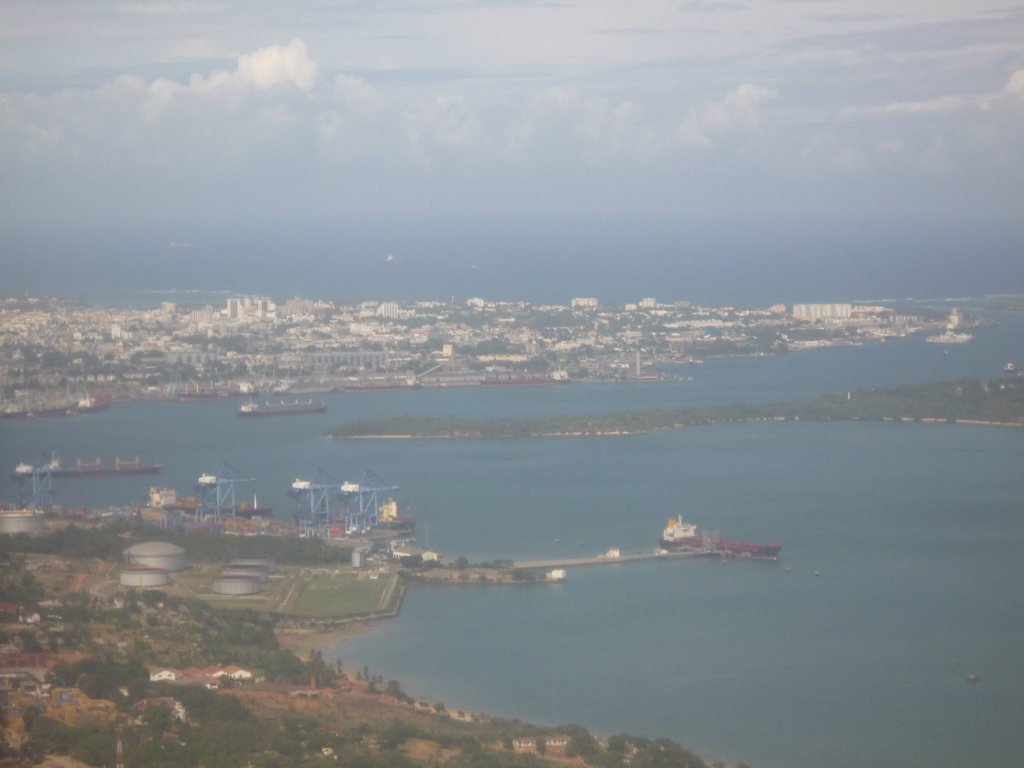

## Уродженці
- Патрик Осіяко (* 1986) — кенійський футболіст.

## Міста-побратими
- Сієтл,  США
- Гонолулу,  США